# Harald Roser
Harald Roser (* 31. Juli 1956 in Kenzingen, Breisgau) ist ein deutscher Architekt und Hochschullehrer.

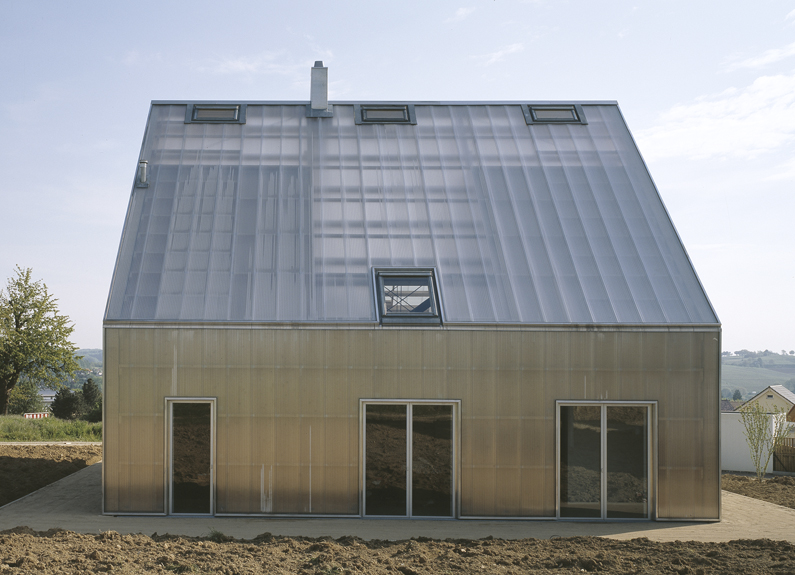
Patchworkhaus

## Werdegang
Harald Roser studierte von 1978 bis 1985 Architektur an der Universität Stuttgart und der University of Oregon, Eugene. Er arbeitete 1986 bei Yas and Urbanists in Tokio und zwischen 1987 und 1988 bei Richter Gerngross in Wien. 1988 eröffnete er ein eigenes Architekturbüro in Freiburg im Breisgau. Zwischen 1990 und 1991 arbeitete er bei Dominique Perrault in Paris. Von 1991 bis 1995 war er akademischer Mitarbeiter an der Technischen Universität Darmstadt bei Günter Pfeifer. Von 1998 bis 2000 arbeitete Roser mit Christoph Kuhn als „roser kuhn architekten“, 2000 bis 2005 mit Günter Pfeifer als „pfeifer roser kuhn architekten“. 2004 erhielt Harald Roser einen Ruf als Professor an der Hochschule für Technik Stuttgart. 2006 hatte er eine Gastprofessur an der CEPT University in Ahmedabad inne. 2009 gründete er das „bildraum institut“, ein Kunstraum für Architektur und Fotografie, in Waldkirch. Seit 2014 arbeitet er mit Michel Roeder und Matthias Baisch im „larob. studio für architektur“ mit Büros in Stuttgart und Freiburg im Breisgau. 

## Bauten
- 2014: Haus H in Ostfildern
- 2009: Umbau, Sanierung und Erweiterung des Kappbläsihofes, Glottertal
- 2006: Institut für Umweltmedizin und Krankenhaushygiene der Albert-Ludwigs-Universität Freiburg
- 2005: Zentrum Verkündigung – Umbau der Markuskirche, Frankfurt-Bockenheim
- 2005: Patchworkhaus, Müllheim
- 2005: Wohnanlage für Senioren und Familien, Freiburg
- 2003: Faller PharmaServiceCenter in Binzen
- 2003: Dienstleistungszentrum für Senioren, Lich
- 1997: Verwaltungsgebäude der MDK Baden-Württemberg, Lahr

## Veröffentlichungen
- Badische Zeitung, Mehr als 1000 Besucher waren da, Abgerufen am 17. September 2020